# Championnat d'Europe de la montagne 2016
Navigation
2015 2017
Le Championnat d'Europe de la montagne 2016 est la soixante-quatrième édition du championnat d'Europe de la montagne, une compétition automobile de course de côte organisée par la Fédération internationale de l'automobile (FIA). Elle débute le 17 avril 2016 et se termine le 18 septembre 2016.

## Calendrier
| N° | Date         | Course                                    | Lieu               | Pays      | Vainqueur                            |
| -- | ------------ | ----------------------------------------- | ------------------ | --------- | ------------------------------------ |
| 1  | 17 avril     | 44e Saint Jean du Gard - Col Saint Pierre | Saint-Jean-du-Gard | France    | Simone Faggioli - Norma M20 FC-Zytek |
| 2  | 24 avril     | 44e Rechbergrenn                          | Rechberg           | Autriche  | Christian Merli - Osella FA30-RPE    |
| 3  | 8 mai        | 37e Rampa Internacional da Falperra       | Braga              | Portugal  | Pedro Salvador - Norma M20 FC-Zytek  |
| 4  | 15 mai       | 45e Subida Internacional al Fito          | Parres             | Espagne   | Simone Faggioli - Norma M20 FC-Zytek |
| 5  | 5 juin       | 36e Ecce Homo Sternberk                   | Šternberk          | Tchéquie  | Christian Merli - Osella FA30-RPE    |
| 6  | 26 juin      | 55e Coppa Paolino Teodori                 | Ascoli Piceno      | Italie    | Simone Faggioli - Norma M20 FC-Zytek |
| 7  | 9 juillet    | 8e Limanowa                               | Limanowa           | Pologne   | Christian Merli - Osella FA30-RPE    |
| 8  | 17 juillet   | 33e Dobsinsky Kopec                       | Dobšiná            | Slovaquie | Simone Faggioli - Norma M20 FC-Zytek |
| 9  | 31 juillet   | 21e ADAC Glasbachrennen (de)              | Steinbach          | Allemagne | Simone Faggioli - Norma M20 FC-Zytek |
| 10 | 21 août      | 73e Saint-Ursanne - Les Rangiers          | Saint-Ursanne      | Suisse    | Simone Faggioli - Norma M20 FC-Zytek |
| 11 | 4 septembre  | 22e GHD Petrol Ilirska Bistrica           | Ilirska Bistrica   | Slovénie  | Simone Faggioli - Norma M20 FC-Zytek |
| 12 | 18 septembre | 35e Buzetski Dani                         | Buzet              | Croatie   | Christian Merli - Osella FA30-RPE    |

## Classement
Pour chaque Groupe, des points sont attribués aux dix premiers classés dans l'ordre suivant : 25-18-15-12-10-8-6-4-2-1 et s'il y en a 3 ou moins inscrits, le score est divisé par deux. Les deux pires résultats obtenus sont également écartés, un dans les six premières courses et un dans les six secondes

### Catégorie II (voiture de course)
| Pos. | Pilote            | Voiture                  | Groupe     | Drapeau de la France | Drapeau de l'Autriche | Drapeau du Portugal | Drapeau de l'Espagne | Drapeau de la Tchéquie | Drapeau de l'Italie | Drapeau de la Pologne | Drapeau de la Slovaquie | Drapeau de l'Allemagne |    | Drapeau de la Slovénie | Drapeau de la Croatie | Points |                    |
| 1    | Simone Faggioli   | Norma M20 FC-Zytek       | E2-SC 3000 | 25                   | 25                    | 0                   | 25                   | 25                     | 25                  | 25                    | 25                      | 25                     | 25 | 25                     | 0                     | 250    | foto Rechberg      |
| 2    | Christian Merli   | Osella FA30-RPE          | E2-SS 3000 | 25                   | 25                    | 0                   | 25                   | 25                     | 25                  | 25                    | 0                       | 25                     | 25 | 18                     | 25                    | 243    | foto Rechberg      |
| 3    | Vladimír Vitver   | Audi TT-R DTM            | E2-SH+3000 | 18                   | 15                    | 0                   | 25                   | 25                     | 18                  | 12                    | 25                      | 25                     | 18 | 18                     | 0                     | 199    | foto Rechberg      |
| 4    | Paride Macario    | Osella FA30              | E2-SS 3000 | 18                   | 15                    | 0                   | 18                   | 18                     | 18                  | 18                    | 25                      | 18                     | 0  | 25                     | 0                     | 173    | foto Rechberg      |
| 5    | Dan Michl         | Lotus Elise WR16         | E2-SH 3000 | 0                    | 12                    | 0                   | 0                    | 18                     | 25                  | 18                    | 18                      | 18                     | 25 | 25                     | 0                     | 159    | foto Coppa Teodori |
| 6    | Marco Capucci     | Osella PA21S             | CN-2000    | 9                    | 25                    | 0                   | 25                   | 9                      | 15                  | 18                    | 0                       | 18                     | 0  | 0                      | 12                    | 131    | foto Rechberg      |
| 7    | Christian Bouvier | Wolf GB08                | CN-2000    | 10                   | 18                    | 0                   | 18                   | 0                      | 10                  | 15                    | 12.5                    | 15                     | 0  | 12.5                   | 15                    | 126    | foto Rechberg      |
| 8    | Fabien Bouduban   | Norma M20 FC             | E2-SC 2000 | 18                   | 15                    | 0                   | 12                   | 0                      | 12                  | 18                    | 12                      | 0                      | 12 | 6                      | 18                    | 123    | foto Rechberg      |
| 9    | Fulvio Giuliani   | Lancia Delta Evo         | E2-SH+3000 | 25                   | 18                    | 0                   | 0                    | 10                     | 15                  | 0                     | 0                       | 10                     | 10 | 15                     | 15                    | 118    | foto Rechberg      |
| 10   | Jiří Los          | Mitsubishi Lancer Evo IX | E2-SH+3000 | 15                   | 0                     | 0                   | 18                   | 12                     | 0                   | 8                     | 12                      | 12                     | 15 | 0                      | 25                    | 117    | foto Col St-Pierre |

### Catégorie I (voiture de tourisme)
| Pos. | Pilote              | Voiture                    | Groupe  | Drapeau de la France | Drapeau de l'Autriche | Drapeau du Portugal | Drapeau de l'Espagne | Drapeau de la Tchéquie | Drapeau de la Pologne | Drapeau de l'Italie | Drapeau de la Slovaquie | Drapeau de l'Allemagne |    | Drapeau de la Slovénie | Drapeau de la Croatie | Points |                    |
| ---- | ------------------- | -------------------------- | ------- | -------------------- | --------------------- | ------------------- | -------------------- | ---------------------- | --------------------- | ------------------- | ----------------------- | ---------------------- | -- | ---------------------- | --------------------- | ------ | ------------------ |
| 1    | Nikola Miljković    | Mitsubishi Lancer Evo IX   | N+3000  | 25                   | 25                    | 0                   | 25                   | 25                     | 18                    | 18                  | 0                       | 25                     | 25 | 25                     | 25                    | 236    | foto Rechberg      |
| 2    | Christian Schweiger | Mitsubishi Lancer Evo VIII | A+3000  | 25                   | 25                    | 0                   | 25                   | 18                     | 25                    | 18                  | 18                      | 0                      | 25 | 25                     | 25                    | 229    | foto Rechberg      |
| 3    | Antonio Migliuolo   | Mitsubishi Lancer Evo IX   | N+3000  | 18                   | 18                    | 25                  | 18                   | 0                      | 25                    | 25                  | 18                      | 18                     | 18 | 0                      | 0                     | 183    | foto Rechberg      |
| 4    | Lukáš Vojáček       | Mitsubishi Lancer Evo VIII | A+3000  | 15                   | 15                    | 0                   | 18                   | 15                     | 15                    | 15                  | 25                      | 18                     | 0  | 15                     | 18                    | 169    | foto Rechberg      |
| 5    | "Tessitore"         | Porsche 997 GT3 Cup        | GT+3000 | 0                    | 12.5                  | 15                  | 18                   | 25                     | 12.5                  | 12.5                | 25                      | 18                     | 0  | 12.5                   | 12.5                  | 163.5  | foto Rechberg      |
| 6    | Tomáš Vavřinec      | Mitsubishi Lancer Evo IX   | N+3000  | 12                   | 15                    | 0                   | 15                   | 15                     | 15                    | 15                  | 12                      | 15                     | 0  | 18                     | 18                    | 150    | foto Rechberg      |
| 7    | Martin Jerman       | Lamborghini Gallardo       | GT+3000 | 15                   | 9                     | 0                   | 15                   | 18                     | 9                     | 0                   | 18                      | 15                     | 18 | 9                      | 9                     | 135    | foto Rechberg      |
| 8    | Jaromír Malý        | Mitsubishi Lancer Evo VIII | A+3000  | 18                   | 0                     | 0                   | 0                    | 25                     | 18                    | 25                  | 0                       | 25                     | 0  | 18                     | 0                     | 129    | Foto Coppa Teodori |
| 9    | Tonino Cossu        | Honda Civic Type-R         | N-2000  | 15                   | 0                     | 15                  | 6                    | 0                      | 12                    | 0                   | 0                       | 12                     | 15 | 4                      | 0                     | 79     | Foto Col St-Pierre |
| 10   | Nicolas Werver      | Porsche 997 GT3 Cup        | GT+3000 | 25                   | 0                     | 0                   | 0                    | 0                      | 0                     | 0                   | 0                       | 25                     | 25 | 0                      | 0                     | 75     | Foto Col St-Pierre |